# Haitón I de Armenia
Haitón I (muerto en 1270; en armenio: Հեթում Ա, también transcrito Hethoum, Hetoum, Het'um o Hethum) gobernó el reino armenio de Cilicia (también conocido como «Pequeña Armenia») desde 1226 hasta 1270. Era hijo de Constantino, señor de Baberon, regente del reino, y de la princesa Alix Pahlavouni de Lampron (prima tercera de León I) y fue el fundador de la dinastía que lleva su nombre: la hetumiana. Debido a las relaciones diplomáticas con el Imperio mongol, el propio Haitón viajó a la corte mongola de Karakórum, Mongolia, hecho que fue registrado en el famoso relato El viaje de Haitón, rey de la Pequeña Armenia, a Mongolia y su regreso por el compañero de Haitón, el historiador armenio Kirakos de Gandzak.

## Situación del reino
A la muerte de León I de Armenia, acaecida en 1219, los nobles respetaron los deseos de este e hicieron reina a su joven hija, Isabel. El regente, Adán de Baghras, tuvo que enfrentarse a Raimundo Rubén de Antioquía, que se había apoderado de Tarso y Adana junto con su madre, la armenia Alicia y reclamaba el trono con ayuda de los hospitalarios. Estos hicieron asesinar a Adán, al que sucedió en el cargo de regente el padre de Haitón, Constantino, señor de Barbaron. La familia que encabezaba este, los hetumianos, habían sido los principales representantes en el reino de la corriente filobizantina, y entonces se presentaron como los defensores del reino frente a la influencia latina. A comienzos de 1221, Constantino logró apoderarse de Tarso y capturar a Raimundo Rubén y a su madre, lo que eliminó la amenaza al trono de Isabel. Raimundo Rubén murió cautivo en 1222.
Para neutralizar el peligro que suponía el sultán selyúcida Kaikubad I, que dominaba los montes Tauro occidentales y había establecido su capital invernal en Alanya, los armenios ofrecieron la mano de Isabel al cuarto hijo de Bohemundo IV de Antioquía, Felipe. La esperanza de que este, sin expectativas de heredar el trono paterno en Antioquía, se adaptase a las costumbres armenias, se vieron frustradas, y los hetumidas acabaron por exasperarse por los continuos viajes de Felipe a la capital de su progenitor. El desprecio de Felipe por los ritos armenios y su inclinación por los nobles latinos frente a los armenios sellaron su fin. A finales de 1224, los nobles armenios lo secuestraron, lo encerraron en Sis y algunos meses más tarde lo envenenaron. Isabel huyó a Seleucia, donde esperaba encontrar el amparo de los hospitalarios, pero estos la entregaron a los hetumidas, con la ciudad. Cuando Bohemundo solicitó la ayuda de Kaikubad —que invadió el norte del reino—, Constantino hizo creer al príncipe antioqueño que Felipe aún estaba vivo y que se lo devolvería si acudía a Cilicia; mientras, pactó que el regente de Alepo atacase Antioquía cuando Bohemundo se hallase ausente. Esta treta obligó a Bohemundo a volver a su capital para defenderla y le impidió emprender acciones contra los armenios. Los hetumidas obligaron a Isabel a casarse con Haitón, aunque durante años se negó a convivir con él. El forzado matrimonio puso fin, en todo caso, a la larga rivalidad entre las familias nobles de ambos esposos, rupénidas y hetumidas.

## Rey

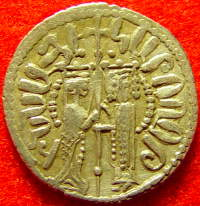
Moneda armenia en la que aparecen representados Haitón y su esposa Isabel.

Isabel y Haitón fueron coronados en 1226, cuando ya la reina había accedido a vivir con su marido impuesto. Bohemundo V de Antioquía trató de que el papa anulase el matrimonio para despojar a Haitón de su derecho al trono, pero sin éxito. Haitón, enfrascado en la defensa del reino de los ataques del sultán selyúcida Kaikosru II, no pudo por su parte atacar a Bohemundo, mientras que este tampoco pudo hacerlo, por prohibición expresa del papa. Así, la continua tensión entre Cilicia y Antioquía no se plasmó en choques armados, sino simplemente en una hostilidad constante entre ambos Estados.
Durante los primeros años del reinado, de paz relativa, los enfrentamientos principales se produjeron con los selyúcidas, que en 1233 invadieron el reino y le impusieron un tributo.
Haitón estableció una red de alianzas con notables latinos de la región, mediante el matrimonio de sus hermanas e hijas con estos: su hermana Estefanía desposó a Enrique I de Chipre; su otra hermana, María, a Juan de Jaffa; su hija Sibila, a Bohemundo VI de Antioquía; Eufemia, a Julián de Grenier, conde de Sidón; y María, con Guido de Ibelín, hijo Balduino, el senescal chipriota.
En 1243, cuando su enemigo Kaikosru se sometió a los mongoles después de su derrota en la batalla de Köse Dağ, Haitón hizo lo propio. Con la retirada temporal de los mongoles, Kaikosru recuperó el territorio perdido y reanudó el acoso a los armenios, que en 1247 enviaron al hermano del rey como embajador a la corte del gran kan. En 1245-1246, los selyúcidas habían invadido Cilicia como represalia por la entrega de la familia del sultán a los mongoles; ayudados por un rebelde armenio, apenas lograron apoderarse de algunos puertos que luego tuvieron que devolver a Haitón, por imposición mongola. El hermano del rey regresó en 1250 con un documento que reflejaba el compromiso mongol de defender el reino y de colaborar para recuperar los territorios perdidos a manos de los selyúcidas.  Haitón se mostró dispuesto a someterse a los mongoles para obtener su ayuda en la defensa del reino. No obstante, la muerte de Guyuk Kan retrasó el envío de la ayuda prometida.

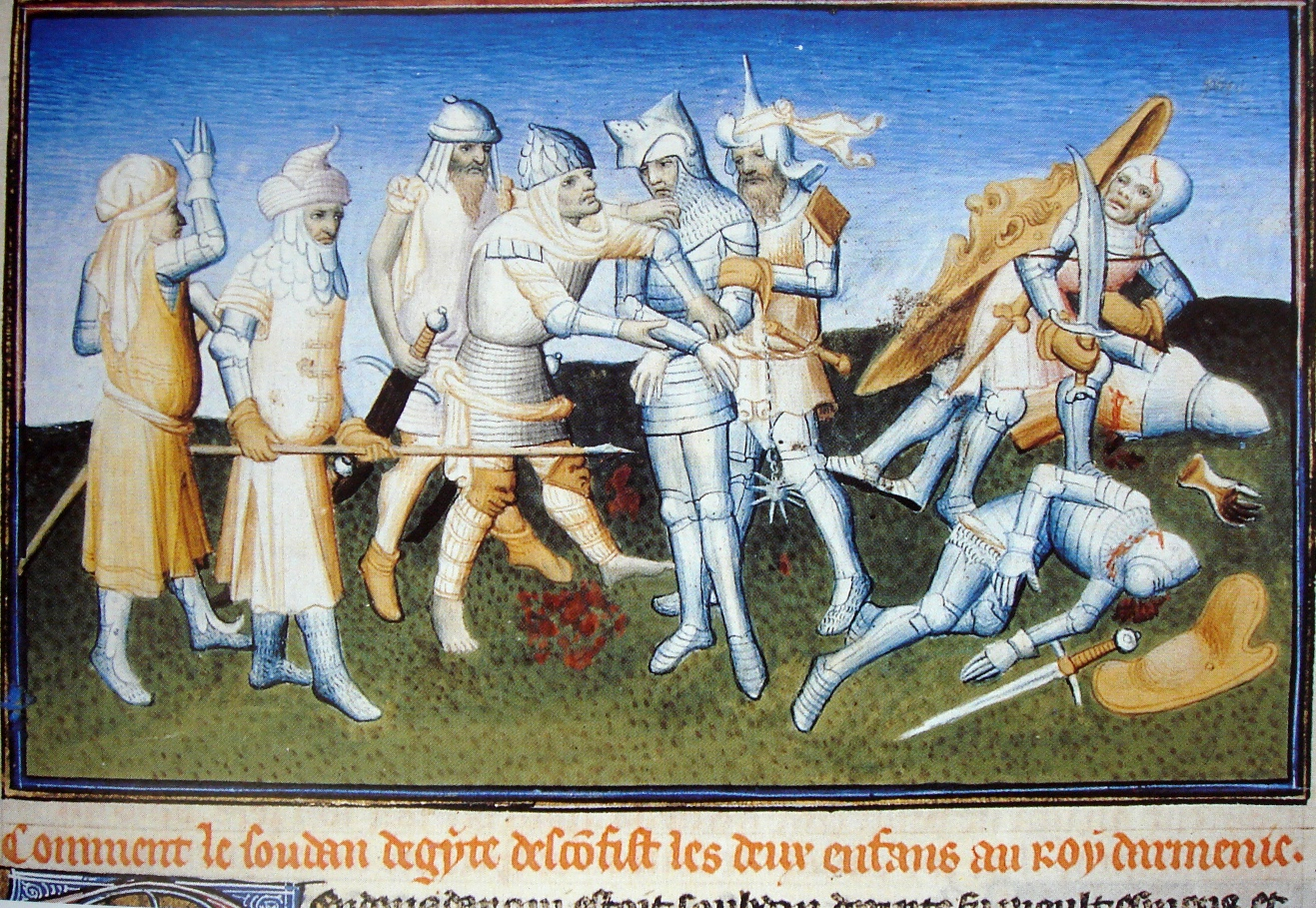
Representación medieval de la derrota armenia en Mari, en la que los mamelucos egipcios derrotaron a los armenios, mataron a uno de los hijos de Haitón y capturaron al otro.

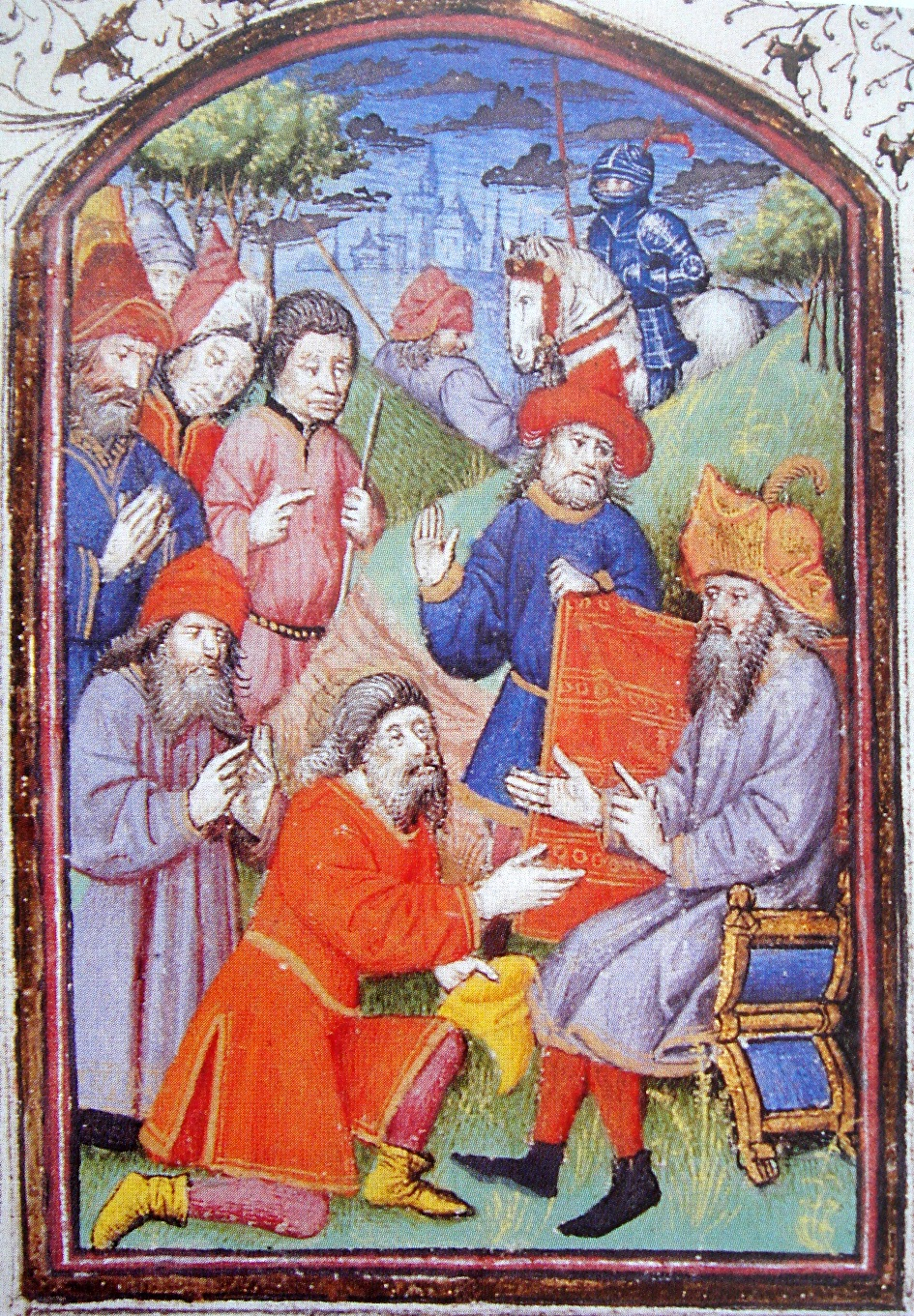
Hethum, sentado, en la corte de los mongoles recibiendo homenaje (1254) ("Histoire des Tartars", Hayton de Coricos, 1307)

En 1254 se produjo finalmente la reconciliación entre Cilicia y el vecino principado de Antioquía, con la boda entre Bohemundo VI de Antioquía y Sibila de Armenia, hija de Haitón. Con el enlace, el joven Bohemundo se volvió medio vasallo de su suegro quien, por su parte, se comprometió a participar en la defensa del principado. Ese mismo año, Haitón viajó a la corte mongola y fue recibido por el nuevo gran kan, Möngke, el 13 de septiembre. El kan le prometió protección para él y para su reino, se comprometió a eximir a las iglesias y monasterios armenios situadas en sus dominios de todo tributo y anunció la próxima conquista de Bagdad. Tras visitar al hermano del gran kan, Hulagu, que se hallaba en Persia preparando la campaña contra el Califato abasí, Haitón regresó a Cilicia en julio de 1255. De camino, pasó cierto tiempo en los territorios armenios del norte, donde recibió la visita de los notables de la región: era la primera vez que un monarca de Cilicia visitaba los territorios de la Gran Armenia. Aunque abogó por que los Estados cruzados se coligasen con los mongoles, solo accedió a ello su yerno, en el que influía. Haitón se mantuvo en todo momento fiel a la alianza suscrita con los mongoles; acudió en varias ocasiones a la corte mongola en Tabriz y aportó tropas a las campañas militares.
Hasta principios de la década de 1260, sus campañas contra los enemigos del reino resultaron victoriosas, en parte gracias a la ayuda mongola: recuperó los territorios que le habían arrebatado los selyúcidas, derrotó a Kilij Arslan IV en 1259, desbarató las bandas turcomanas de Karaman y las expulsó de la región de Seleucia, que asolaban.
En 1259, acudió junto con su yerno antioqueño a rendir homenaje a Hulagu cuando este penetró en Siria. Gracias a la protección mongola, Haitón había recuperado el territorio que le habían arrebatado los selyúcidas y recibido parte del botín obtenido del saqueo de Alepo. El 1 de marzo de 1260, nuevamente junto a su yerno, acompañó al general mongol Kitbuqa en su entrada en Damasco, que se había rendido a los mongoles. Otro de los yernos de Haitón era Julián de Grenier, que se enfrentó imprudentemente a los mongoles en 1260, por lo que sufrió el saqueó de Sidón. Durante la campaña, importantes fuerzas armenias colaboraron con los mongoles. La derrota mongola en la batalla de Ain Yalut marcó el final de la buena fortuna para los armenios, amenazados a partir de entonces por el vencedor, el sultán Baibars.
En 1263, en colaboración con su yerno Bohemundo, secuestró al patriarca griego de Antioquía y lo llevó a Armenia, acto que disgustó temporalmente a Hulagu, quien deseaba mantener buenas relaciones con la corte bizantina.
En julio de 1264, participó en el último kuriltai de Hulagu, que falleció algunos meses más tarde, el 8 de febrero de 1265. Cuando Haitón recibió la noticia de la muerte de Hulagu, trató de pactar con el sultán egipcio Baibars, que dependía de las exportaciones de hierro y madera de Cilicia y Antioquía para mantener su flota, pero en vano. Convencido de que Baibars atacaría pronto su reino, Haitón partió en la primavera de 1266 a Tabriz a solicitar la protección mongola. Sin embargo, mientras se encontraba allí, los mamelucos egipcios emprendieron una devastadora campaña en la que derrotaron a los armenios y a sus aliados templarios de Baghras el 24 de agosto, mataron a uno de los hijos de Haitón —Thoros— y capturaron al otro —León— y saquearon Ayas, Adana, Tarso, Mamistra y la capital armenia, Sis, cuya catedral quemaron antes de llevarse miles de cautivos. Durante veinte días, los invasores talaron el reino a placer, sin encontrar ya resistencia alguna. Para cuando Haitón regresó apresuradamente con un contingente mongol, el reino se hallaba en ruinas y sumido en la decadencia, de la que nunca se recuperó completamente.

## Abdicación y muerte

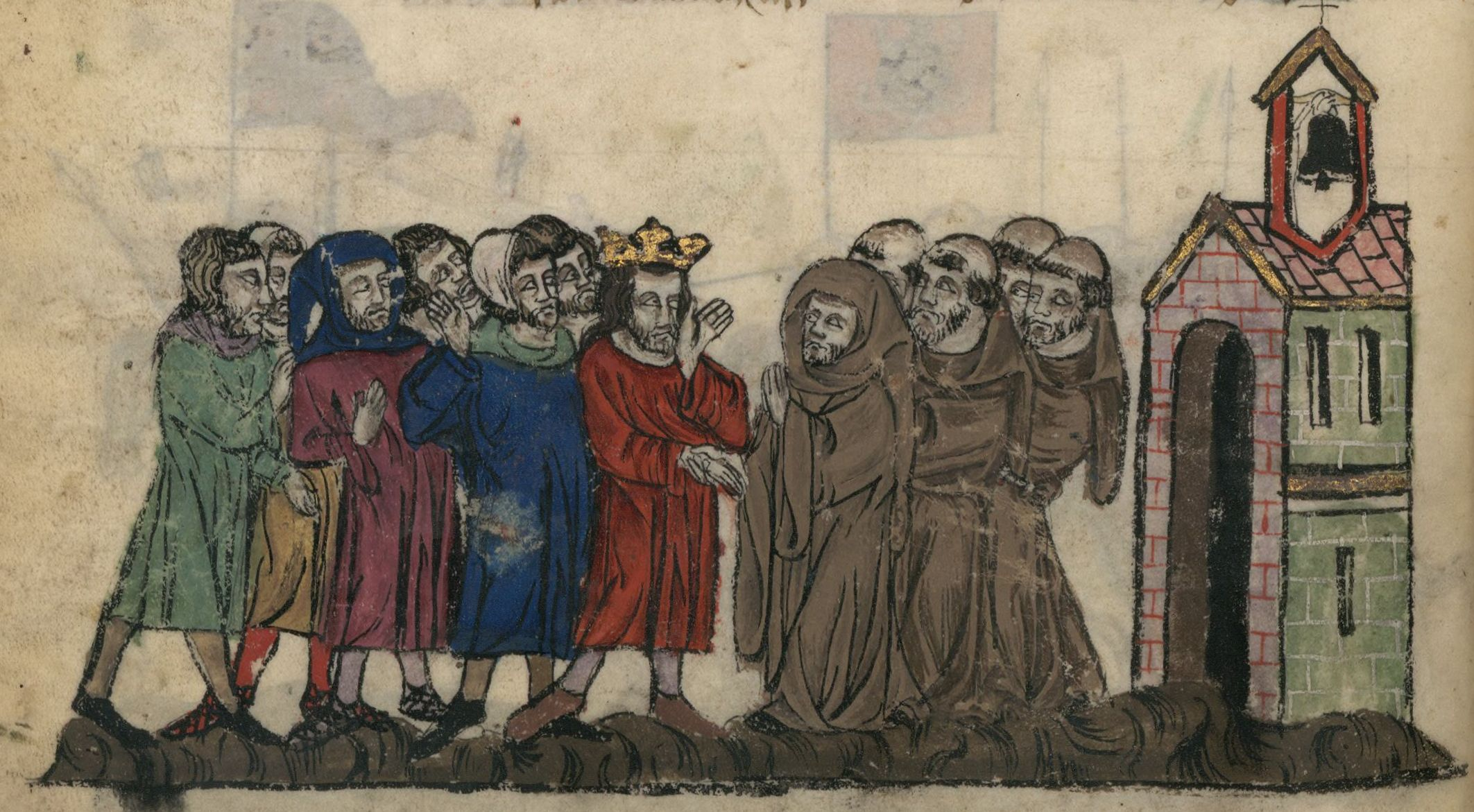
Miniatura medieval que muestra la toma de los hábitos de Haitón, poco antes de fallecer en 1270.

En 1268 obtuvo de ilkan Abaqa la cesión de un importante cautivo mameluco, que le permitió alcanzar un acuerdo con el sultán mameluco Baibars para recuperar a su hijo y heredero León II de Armenia, si bien tuvo que ceder además al sultán diversas fortalezas (las de los montes Amanus, además de Darbsaq, Behesni y Raban). En cuanto León regresó de una peregrinación a Jerusalén que realizó a principios de 1269, Haitón abdicó en él y se retiró a un monasterio, en el que murió en 1270. Para entonces, con el reino arruinado, Antioquía conquistada por Baibars y los templarios que habían abandonado las fortalezas fronterizas —entre ellas, Baghras—, Cilicia dependía completamente del auxilio mongol para defenderse de los Estados musulmanes que la rodeaban.